# برغز بالا
برغز بالا (بالفارسية: برگز بالا) هي قرية تقع في قسم بسكلوت الريفي (مقاطعة غناباد) في إيران.